# John Sladek
John Thomas Sladek (Waverly, Iowa15 de diciembre de 1937 – Minnesota, 10 de marzo de 2000) fue un escritor estadounidense de ciencia ficción, conocido por sus novelas de estilo satírico y surrealista.

## Biografía
A pesar de haber nacido en los Estados Unidos, en 1965 se trasladó a Inglaterra, donde formó parte del movimiento conocido como New wave, que tuvo como epicentro la revista New Worlds y fue liderado por Michael Moorcock en un intento por expandir los límites de la ciencia ficción. Este entorno resultaba propicio para un escritor como Sladek, cuyas influencias estaban más cercanas a William Gaddis y Joseph Séller que a escritores clásicos del género.
Se casó con Pamela Sladek, con quien tuvo una hija, divorciándose en 1986. Volvió a los Estados Unidos, afincándose en el estado de Minnesota, donde en 1994 se casó con Sandra Gunter. Falleció de una fibrosis pulmonar el 10 de marzo de 2000.   

## Obra
Su primera novela fue publicada en Londres por la editorial Gollancz bajo el título El sistema reproductivo (en los Estados Unidos se publicó como Mechasm), en ella se trata de forma satírica el tema de las máquinas autorreplicantes, en una obra que crítica con gran irónica al gobierno y estamento militar norteamericano. En El efecto Müller-Fokker, un intento por preservar la personalidad de los seres humanos en cintas de información tiene resultados fallidos, acontecimiento que Sladek aprovecha para satirizar a las grandes empresas, el fanatismo religioso, el superpatriotismo, las revistas sobre temas masculinos y otros estereotipos. Roderick y Roderick at Random ofrece la tradicional sátira que surge de observar el mundo a través de los ojos de un inocente, en este caso un robot. Sladek también trató el tema de los robots desde una perspectiva más oscura en Tik-Tok, protagonizada por un robot sociopata que carece de las Leyes de Asimov. En Bugs, un infortunado escritor técnico (trabajo que Sladek desempeñó durante varios años) ayuda a crear un robot que acaba por enloquecer.
John Sladek fue también conocido por sus parodias sobre otros escritores de ciencia ficción, como Isaac Asimov, Arthur C. Clarke y Cordwainer Smith. 
Como el estricto materialista que era, sometió a las pseudociencias y el ocultismo a un fuerte análisis desmitificador en Los nuevos apócrifos. Bajo el seudónimo James Vogh, escribió Arachne rising, el cual busca ser un ensayo sobre un decimotercer signo del zodiaco suprimido por el establishment científico, esto lo escribe en un intento por demostrar que la gente es capaz de creer cualquier cosa que le insinúen. Además coescribió bajo seudónimo dos novelas con su amigo Thomas M. Disch, la gótica The house that fear build (como Cassandra Knye) y el thriller satírico Black Alice (como Thom Demijohn). 
Otra notable parodia es la citación anti-Stratfordiana del Hapax legomenon “Honorificabilitudinitatibus” en el libro de Shakespeare Trabajos de amor perdidos sobre el cual Sladek hace notar que este es un anagrama de hi ludi, F. Baconis nati, tuiti orbi que en latín significa “estas obras, creadas por F.Bacon son presentadas al mundo”, con lo que “probaba” que Francis Bacon había sido quien escribió el libro. Sladek notó que “honorificabilitudinitatibus” también es un anagrama de I, B. Ionsonii, uurit [writ] a lift'd batch y por lo tanto las obras de Sheakepeare habían sido escritas por Ben Jonson. Todo esto, por supuesto, en forma de sátira.

### Libros de ficción
Novelas de ciencia ficción
- The repoductive system (Mechasm en los Estados Unidos). 1968.
- El efecto Müller-Fokker (1970)
- Roderick (1980)
- Roderick at Random (1983)
- Tik-Tok (1983)
- Bugs (1989)

Otros
- The house that fear build –como Cassandra Knye- (1966)
- Black Alice –como Thom Demijohn-(1968)

Libros de cuentos
- Heavens below: Fifteen utopias (1975)

Cuentos y Novelas de misterio
- By an Unknown Hand, publicado en The Times Anthology of Detective Stories es el primer cuento en el que aparece Thackeray Phin.
- Black aura, novela con Thackeray como protagonista (1974)
- It Takes Your Breath Away , otra historia con Thackeray Phin, originalmente se publicó para una obra en teatros de Londres (1974)
- Invisible green, la segunda novela de Thackeray (1977)
- The book of clues (1984)

### Colecciones de ciencia ficción
- The Steam-Driven Boy (1973)
- Keep the giraffe burning (1977)
- Alien accounts (1982)
- The lunatics of Terra (1984)
- Maps –editado por David Langford- (2002)

### Ensayo
- The new apocrypha (1973)
- Arachne rising  -James Vogh- (1977)
- The cosmic factor -James Vogh- (1978)

### Libros sobre John Sladek
- John Sladek, por Chris Dumm y Phil Stephensen-Payne (1998)

## Premios
- 1º lugar en The Times Detective Story Competition (Competencia de historias de detectives) en 1972